# Куракин, Кузьма Лаврентьевич
Кузьма Лаврентьевич Кура́кин (1904 — ?) — советский специалист в области радиолокации, организатор производства.

## Биография
Родился 1 ноября 1904 года на территории сегодняшней Ростовской области.
С 16-летнего возраста работал по найму. В 1926 — 1931 годах служил в ВМФ. С 1931 года инженер, помощник директора по научной работе, директор института ИРПА.
Окончил ЛЭТИ (1941). Во время войны начальник цеха, зам. директора завода в Омске, директор завода в Красноярске (29.3.1943 — 19.9.1944).
В 1944—1950 годах директор НИИ-20 МРП, Москва (ВНИИ радиотехники, ВНИИРТ).
С 1950 года — заместитель министров промышленности средств связи, радиотехнической промышленности, председателя ВСНХ, председателя ГКЭТ, министра электронной промышленности СССР.
Умер в Москве не ранее 1996 г.

## Награды и премии
- Сталинская премия первой степени (1950) — за разработку в области военной техники (РЛС «Обсерватория»)
- орден «Знак Почёта» (1944)
- две медали